# Blepharotoma boliviana
Blepharotoma boliviana är en skalbaggsart som beskrevs av Moser 1919. Blepharotoma boliviana ingår i släktet Blepharotoma och familjen Melolonthidae. Inga underarter finns listade.